# Barranc del Bosc (Sapeira)
El Barranc del Bosc és un dels barrancs de l'antic terme de Sapeira, actualment inclòs en el terme municipal de Tremp, al Pallars Jussà. És afluent de la Noguera Ribagorçana.
Es forma a la Solana de la Font d'en Perna, per la unió de diverses llaus de muntanya, entre les quals la llau Fonda. Des d'aquell lloc davalla cap al sud-oest, decantant-se progressivament cap a l'oest. Cap a la meitat del seu recorregut rep per la dreta el barranc de les Fontetes.
El final del seu recorregut és el moment que s'ajunta amb el barranc de les Corts i entre tots dos formen el barranc d'Espills.